# Antillopsyche oliveri
Antillopsyche oliveri is een fossiele soort schietmot uit de familie Dipseudopsidae.